# The Brave and the Bold
The Brave and the Bold este o revistă de benzi desenate americană, publicată de DC Comics ca serie continuă, din august 1955, la finele Epocii de Aur a benzilor desenate, până în iulie 1983. A fost urmată de două miniserii, în 1991 și 1999, și a fost reluată ca titlu antologic în curs de desfășurare în 2007 și 2023. Focusul publicației a variat de-a lungul timpului, dar cel mai adesea prezenta echipe formate din supereroii Universului DC.

## Publicații

### Volumul 1
Primul volum al seriei a cuprins 200 de numere, publicate în perioada august/septembrie 1955 - iulie 1983. Inițial, The Brave and the Bold a fost o serie antologică care prezenta povești de aventură din vremuri apuse, cu personaje precum Silent Knight, Viking Prince, Golden Gladiator și Robin Hood. Odată cu numărul 25, seria a fost reinventată ca titlu de probă pentru noi personaje și concepte, începând cu Suicide Squad, creată de scriitorul Robert Kanigher și artistul Ross Andru. Gardner Fox și Joe Kubert au creat o nouă versiune a lui Hawkman în numărul 34 (februarie-martie 1961), personajul primind propriul titlu trei ani mai târziu.
Editorul evreu cu origini românești, Julius Schwartz, i-a angajat pe Gardner Fox și pe artistul Mike Sekowsky pentru a crea Liga Dreptății din America. Echipa a debutat în The Brave and the Bold #28 (februarie-martie 1960) și, după alte două apariții în acest titlu, a primit propria serie.
Seria a fost schimbată odată cu numărul 50, ca titlu de team-up între personaje consacrate. Începând cu numărul 59, The Brave and the Bold a devenit, în mod specific, o carte de team-up Batman, cu „Cavalerul negru” ca punct central al cărții. Acest lucru s-a datorat popularității serialului de televiziune Batman. După numărul 74, The Brave and the Bold a fost exclusiv un titlu de team-up Batman până când s-a încheiat, odată cu numărul 200.
Alăturarea lui Robin, Kid Flash și Aqualad în numărul 54 (iunie-iulie 1964), semnat de scriitorul Bob Haney și artistul Bruno Premiani, a dus la crearea grupului Tinerii Titani. Cei trei eroi au apărut ulterior sub numele de „Tineri Titani” în numărul 60 (iunie-iulie 1965), semnat de Haney și artistul Nick Cardy, și au fost însoțiți de sora mai mică a lui Wonder Woman, Wonder Girl, în prima ei apariție.
Personajul Metamorpho a fost creat de Haney și artista Ramona Fradon pentru The Brave and the Bold #57 (decembrie 1964-ianuarie 1965).
Numărul #100 (februarie-martie 1972) i-a prezentat pe Batman și „4 co-staruri celebre” (Lanterna Verde, Săgeata Verde, Canarul Negru și Robin) într-o poveste scrisă de Haney și Aparo.
Personajul Nemesis, cunoscut și sub numele de Thomas Tresser, a debutat într-o povestire de rezervă de opt pagini, în numărul 166 (septembrie 1980), scrisă de Cary Burkett și desenată de Dan Spiegle. Personajul Tresser a fost creat de Burkett în 1979, și numit după un actor cu care Burkett locuia în New Hampshire.

### Volumul 2
În perioada decembrie 1991 - iunie 1992, The Brave and the Bold a revenit sub forma unei miniserii de șase numere cu Green Arrow, Question și The Butcher. Miniseria a fost scrisă de Mike Grell și Mike Baron.

### Volumul 3
DC Comics a resuscitat titlul Brave and the Bold ca o altă ongoing series, în aprilie 2007. Hotărând că va fi o serie de team-up aleatorie, și nu o serie de team-up Batman, primul scenarist al publicației a fost Mark Waid, care a rămas la conducerea titlului pentru primele 16 numere. Primul episod, „The Lords of Luck”, l-a implicat pe Batman într-un team-up cu Lanterna Verde, Hal Jordan. Povestea descria personajele unindu-și forțele cu diverse alte personaje în urmărirea cărții Destinului, cu apariții ale lui Supergirl, Lobo, Cărăbușul Albastru, Legiunea Supereroilor, Adam Strange și Challengers of the Unknown. Al doilea episod a reluat firul narativ, dar s-a concentrat pe povești de sine stătătoare.
După plecarea lui Waid, Marv Wolfman a preluat ștafeta pentru o poveste în două părți, în care Supergirl și Raven se luptau cu fiul lui Triumph, în timp ce David Hine și Doug Braithwaite au realizat un episod de patru numere în care au apărut Hal Jordan și Phantom Stranger. În continuare, Dan Jurgens a scris numărul 23, cu Booster Gold și Magog. La fel ca și seria lui Wolfman, această perioadă s-a remarcat prin colaborările dintre supereroii DC și personajele Milestone Media. Scenaristul Matt Wayne și artistul Howard Porter au colaborat la un team-up între Static și Black Lightning, iar Adam Beechen și Roger Robinson au scris un altul cu Hardware și Cărăbușul Albastru. Ultimul număr Milestone a fost o colaborare între Xombi și Spectre, realizată de John Rozum și Scott Hampton.
În septembrie 2009, titlul a fost preluat de J. Michael Straczynski și artistul Jesus Saiz cu numărul 27, care a prezentat o colaborare între Batman și Dial H For Hero. La fel ca în numerele Milestone, s-a intenționat ca seria lui Straczynski să prezinte personajele Red Circle Comics licențiate de la Archie Comics. Această idee a fost în cele din urmă abandonată. În urma primului număr, Straczynski a semnat colaborări între: Barry Allen și Blackhawk; Joker și Atom; Hal Jordan și Doctor Fate; Batman și Brother Power; Aquaman și Etrigan; și Barbara Gordon, Wonder Woman și Zatanna, care a servit ca o piesă însoțitoare a romanului grafic Batman: The Killing Joke al lui Alan Moore.

## Adaptări

### Televiziune
- Un episod din serialul de animație The Superman/Aquaman Hour of Adventure a fost intitulat „The Brain, the Brave and the Bold”, în care Aquaman se luptă cu un răufăcător numit „Brain”.
- The Brave and the Bold a fost folosit ca titlu pentru un episod în două părți din primul sezon al serialului Justice League. Titlul se referă la personajele Flash (Wally West) și Green Lantern (John Stewart), în legătură cu cea de-a doua miniserie cu Barry Allen și Hal Jordan în aceste roluri.
- Un serial de animație bazat pe conceptul Brave and the Bold a fost difuzat între 14 noiembrie 2008 și 18 noiembrie 2011. Serialul îl prezintă pe Batman făcând echipă cu diverse personaje din Universul DC (Aquaman, Canarul Negru, Cărăbușul Albastru, Doctor Fate, Pisica Sălbatică, Săgeata Verde, etc.), la fel ca în primul volum al seriei de benzi desenate.[15] Tonul serialului este semnificativ mai blând decât precedentele Batman: Serialul de Animație și The Batman.
- Cel de-al optulea episod din sezonul trei al serialului Arrow se intitulează „The Brave and the Bold”. Episodul este un crossover cu The Flash, și prezintă un team-up al personajelor principale din ambele seriale.
- În crossover-ul Crisis on Infinite Earths, Lex Luthor numește echipa formată din el și Marv Novu/The Monitor drept „The Brave and The Bold”.